# Brachythele varrialei
Brachythele varrialei is een spinnensoort in de taxonomische indeling van de bruine klapdeurspinnen (Nemesiidae).
Brachythele varrialei werd in 1920 beschreven door Dalmas.